# Karl-Heinz Heydecke
Karl-Heinz Heydecke (* 1957) ist ein deutscher Kleinkünstler mit Lautpoesie.

## Leben
Heydecke wuchs in Braunschweig auf und studierte in Münster und Tübingen Linguistik. Seit 1997 ist er als Logopäde in der Erwachsenenbildung tätig. Er ist mit der Schriftstellerin Sonja Ruf verheiratet und lebt in Saarbrücken. Stationen waren Darmstadt und Leipzig, wo er unter anderem bei Heike Hennig in der Oper Leipzig zu erleben war.
Einen Namen machte er sich als Kleinkünstler mit Lautpoesie, einer Kunstform zwischen Gedicht und Gesang, bei dem der Klang von Wörtern und Tönen im Vordergrund steht; „was passiert, wenn Konrad Duden kein einziges ordentliches Wort mehr erkennt“ und „artistische Silbenkaskaden“ zum Besten gegeben werden. Er führt historische Lautpoesie, beispielsweise von Kurt Schwitters, Hugo Ball und Ernst Jandl, ebenso auf, wie seine eigenen Werke und formt sie zu „Sprachkunststücken“. Werke von Karl-Heinz Heydecke sind beim fhl-Verlag erschienen.

## Auszeichnungen
Er erhielt 2005 den Goldenen Bühnenbohrer-Preis des Schauspiels Leipzig.

## Werke

### Bücher
- Der kaputte Citroën : Lautpoesie – Leipzig : fhl Verlag Leipzig, 2008. ISBN 978-3-942025-02-7
- Heude nass ... : Lautpoesie – Leipzig: Ed. PaperONE, 2008. ISBN 978-3-941134-03-4
- Moon over Plagwitz : Heimat-Leseshow mit Nirwana und Hypnose – Leipzig: Ed. PaperONE, 2008. ISBN 978-3-941134-07-2
- Mitwirkung bei Casino Rosental : fhl Verlag Leipzig, 2008. ISBN 978-3-942025-03-4

### Tonträger
- Van Schereschlipp on andere Lüj – Lieder und Texte vom Niederrhein, (mit Günter Gall), Schnoog 1108, 1987